# Рён-Грабфельд
Рён-Грабфельд (нем. Rhön-Grabfeld) — район в Германии. Центр района — город Бад-Нойштадт-ан-дер-Зале. Район входит в землю Бавария. Подчинён административному округу Нижняя Франкония. Занимает площадь 1021,87 км². Население — 85 776 чел. Плотность населения — 85 человек/км².
Официальный код района — 09 6 73.
Район подразделяется на 37 общин.

## Административное деление

Общины района Рёб-Грабфельд

### Городские общины
1. Бад-Кёнигсхофен-им-Грабфельд (7 063)
2. Бад-Нойштадт-ан-дер-Зале (16 252)
3. Бишофсхайм-ан-дер-Рён (5 073)
4. Мелльрихштадт (6 184)
5. Остхайм-фор-дер-Рён (3 621)
6. Фладунген (2 296)

### Ярмарочные общины
1. Заль-ан-дер-Зале (1 585)
2. Оберэльсбах (2 931)
3. Траппштадт (1 042)

### Общины
1. Аубштадт (785)
2. Бастхайм (2 661)
3. Бурглауэр (1 682)
4. Вилльмарс (687)
5. Волльбах (1 260)
6. Вюльферсхаузен-ан-дер-Зале (1 508)
7. Гросайбштадт (1 195)
8. Гросбардорф (1 013)
9. Зальц (2 262)
10. Зандберг (2 865)
11. Зондхайм-фор-дер-Рён (1 066)
12. Зульцдорф-ан-дер-Ледерхекке (1 267)
13. Зульцфельд (1 797)
14. Нидерлауэр (1 803)
15. Нордхайм-фор-дер-Рён (1 185)
16. Оберштрой (1 689)
17. Рёдельмайер (937)
18. Унслебен (960)
19. Хаузен (774)
20. Хендунген (1 038)
21. Хербштадт (662)
22. Хёххайм (1 266)
23. Хойштрой (1 296)
24. Холльштадт (1 708)
25. Хоэнрот (3 710)
26. Шёнау-ан-дер-Бренд (1 397)
27. Штоккхайм (1 151)
28. Штралунген (942)

### Объединения общин
1. Административное сообщество Бад-Кёнигсхофен-им-Грабфельд
2. Административное сообщество Бад-Нойштадт-ан-дер-Зале
3. Административное сообщество Заль-ан-дер-Зале
4. Административное сообщество Мельрихштадт
5. Административное сообщество Остхайм-фор-дер-Рён
6. Административное сообщество Фладунген
7. Административное сообщество Хойштрой

## Население
По оценке на 31 декабря 2015 года население района Рён-Грабфельд составляет 79 723 чел. 

| Дата      | 1840  | 1871  | 1900  | 1925  | 1939  | 1950  | 1961  | 1970  | 1987  | 2011  |
| --------- | ----- | ----- | ----- | ----- | ----- | ----- | ----- | ----- | ----- | ----- |
| Население | 53305 | 55434 | 53028 | 55635 | 59216 | 79359 | 75585 | 79504 | 77197 | 80829 |

| Год       | 1960  | 1970  | 1980  | 1990  | 2000  | 2009  | 2010  | 2011  | 2012  | 2013  | 2014  | 2015  |
| --------- | ----- | ----- | ----- | ----- | ----- | ----- | ----- | ----- | ----- | ----- | ----- | ----- |
| Население | 74929 | 79683 | 77852 | 81430 | 86609 | 83442 | 82916 | 80469 | 80224 | 79965 | 79676 | 79723 |